# Kościół św. Andrzeja Apostoła w Lipsku
Kościół świętego Andrzeja Apostoła – rzymskokatolicki kościół parafialny należący do dekanatu Narol diecezji zamojsko-lubaczowskiej.
Obecna świątynia została wzniesiona w latach 1763-64, konsekrował ją w 1825 roku biskup Łukasz Baraniecki. Jest to budowla murowana zbudowana z rodzimego kamienia, natomiast strop powstał z wypalanej cegły, dach jest nakryty blachą ocynkowaną, na świątyni jest umieszczona wieżyczka z sygnaturką. Świątynia została zaprojektowana przez nieznanego architekta. Budowla reprezentuje styl zbliżony do romańskiego, wyposażenie wnętrza reprezentuje styl barokowy. We wnętrzu znajdują się ołtarz główny i dwa ołtarze boczne. W głównym ołtarzu znajduje się obraz Matki Bożej Nieustającej Pomocy z 1902 roku poświęcony przez papieża Leona XIII. Organy zostały wykonane w 1892 roku przez lwowskiego organmistrza Jana Śliwińskiego. Świątynia posiada kamienną chrzcielnicę przy której została chrzczona była błogosławiona siostra Bernardyna Maria Jabłońska. Polichromia została wykonana w 1957 roku przez gdyńskiego artystę Bronisława Gawlika. Na ścianach są zawieszone zabytkowe obrazy Lipskich, fundatorów parafii.